# Perilampus platigaster
Perilampus platigaster is een vliesvleugelig insect uit de familie Perilampidae. De wetenschappelijke naam is voor het eerst geldig gepubliceerd in 1836 door Say.